# Pops Mensah-Bonsu
Pour les articles homonymes, voir Mensah et Bonsu.
Nana Papa Yaw « Pops » Mensah-Bonsu (né le 7 septembre 1983 à Londres) est un basketteur professionnel anglais.

## Biographie
En twi, une langue parlée au Ghana, le nom de Mensah-Bonsu signifie Chef (Nana) Père (Papa) Né un jeudi (Yaw) Trois (Mensah) Baleine (Bonsu). Dans plusieurs interviews, le joueur a affirmé que sa famille a obtenu son surnom quand un ancêtre a massacré une baleine.[réf. nécessaire]
Mensah-Bonsu obtient son diplôme de psychologie à l'université George Washington, où il joue au poste 4-5, au sein de l'équipe universitaire. Il est sélectionné dans la deuxième équipe-type de sa conférence en 2004-2005, marquant en moyenne 15 points par match depuis le début de sa carrière. Il est surtout connu pour ses dunks ravageurs et devient un favori de l'émission de Scott Van Pelt, SportsCenter, sur ESPN, qui parle souvent de lui à la fin de ses émissions.
À George Washington, Mensah-Bonsu emmène les Colonials au tournoi NCAA 2005, où ils s'inclinent dès le premier tour. La saison suivante est plus réussie pour Mensah-Bonsu et les Colonials, qui terminent la saison sur un bilan de 26-1 et sont classés dans le top 10 national pour la première fois depuis 50 ans. Cependant, Mensah-Bonsu se blesse au genou et n'est de retour que pour le tournoi NCAA 2006. Sa blessure l'empêche de jouer à son meilleur niveau, avec pour conséquence directe de n'être drafté par aucune équipe NBA. L'université George Washington s'incline face à Duke au second tour du tournoi NCAA, après avoir battu l'Université de Wilmington.
Pops Mensah-Bonsu intègre tout de même la NBA, quand Dallas lui propose un contrat de 2 ans. Il joue un peu avant de partir en Italie jouer avec le Pallacanestro Treviso, puis il joue deux matches avec la Joventut Badalona avant de se faire licencier après une blessure. Il retourne aux États-Unis, joue avec les Toros d'Austin en NBA Development League (NBDL).
Il signe un contrat de 10 jours avec les Spurs de San Antonio le 25 février, mais son contrat n'est pas renouvelé. Il est ensuite signé par les Raptors de Toronto jusqu'à la fin de la saison NBA.
Pour la saison 2009-2010, il signe tout d'abord un contrat avec les Rockets de Houston pour pallier la blessure de Yao Ming puis son contrat est rompu après quatre rencontres. Il signe ensuite avec son ancienne franchise de Toronto. En janvier 2010, les Raptors mettent fin à son contrat. Il rejoint alors la ligue russe pour évoluer au CSKA Moscou.
Le 17 février 2011, il signe jusqu'à la fin de la saison avec le club français de l'ASVEL Lyon-Villeurbanne. Il part ensuite en Turquie jouer avec le Beşiktaş. Mensah-Bonsu y remporte la coupe et le championnat de Turquie, ainsi que l'EuroChallenge dont il est nommé MVP du Final Four.
Il signe avec le Maccabi Tel-Aviv à l'été 2012 mais se blesse lors des jeux olympiques et le Maccabi annule son contrat.
Il signe en mars 2013 en Liga ACB avec le Cajasol Séville, puis en Italie pour l'Olimpia Milan en avril 2013.
Le 27 septembre 2013, il signe avec les Wizards de Washington. Toutefois, il est coupé par les Wizards le 24 octobre 2013 après avoir joué quatre matchs de présaison. Quatre jours plus tard, il rejoint Galatasaray en Turquie pour la saison 2013-2014. Le 31 octobre, il fait ses débuts en Euroligue contre l'Unicaja Málaga où il termine le match avec 10 points et 11 rebonds. Son passage dans cette équipe a été marquée par une bagarre avec le pivot de l'Olympiakós Mirza Begić le 28 novembre 2013. Il est suspendu trois matchs et écope d'une amende de 10 000 dollars.
Le 30 septembre 2014, Mensah-Bonsu participe au camp d'entraînement des Nuggets de Denver. Mais, le lendemain, il quitte les Nuggets pour des raisons personnelles.
Le 20 novembre 2014, il signe avec l'Hapoël Jérusalem en Israël pour la saison 2014-2015. Le 23 décembre 2014, il quitte l'Hapoël après avoir joué deux matchs de championnat et quatre matchs d'EuroCoupe.
Le 27 décembre 2014, il signe avec l'AEK Athènes en Grèce pour le reste de la saison 2014-2015.
En avril 2015, il est contrôlé positif aux amphétamines et suspendu deux ans.

## Palmarès

### En club
- 2010 : Coupe de Russie avec le CSKA Moscou
- 2012 : Coupe de Turquie avec le Beşiktaş[2]
- 2012 : Championnat de Turquie avec le Beşiktaş[2]
- 2012 : EuroChallenge avec le Beşiktaş[2]

### Distinctions personnelles
- 2007 : MVP au All-Star Game de D-League.
- 2008 : MVP de la deuxième journée d'Euroligue 2008-2009 avec la Joventut Badalona[2]
- 2011 : MVP du mois de mars 2011 de Pro A avec l'ASVEL
- 2012 : MVP du Final Four de l'EuroChallenge